# 弗里蒙特鎮區 (堪薩斯州萊昂縣)
弗里蒙特鎮區（英語：Fremont Township）是位於美國堪薩斯州萊昂縣的一個行政鎮區。

## 地方資料
弗里蒙特鎮區的面積為184.49平方千米，當中陸地面積為183.23平方千米，而水域面積為1.26平方千米。根據2010年美國人口普查的數據，當地共有人口903人，而人口密度為每平方千米4.89人。

## 外部連結
- US-Counties.com
- City-Data.com （页面存档备份，存于）